# Röd parasollmossa
Röd parasollmossa (Splachnum rubrum) är en bladmossart som beskrevs av Hedwig 1801. Röd parasollmossa ingår i släktet parasollmossor, och familjen Splachnaceae. Arten är reproducerande i Sverige. Inga underarter finns listade i Catalogue of Life.